# Malika Domrane
Malika Domrane (Tizi-Hibel, 12 marzo 1956) è una cantante algerina, originaria della Cabilia.
Comincia a cantare giovanissima, nel coro del liceo Fatma n’Soumeur di Tizi Ouzou, che vince, nel 1969, una medaglia d'oro al Festival panafricano di Algeri. Diplomata infermiera, comincia a lavorare in ospedale, ma ben presto decide di darsi professionalmente alla canzone, con un atto di sfida alle consuetudini della famiglia e del villaggio.
Nel 1979 va in Francia a pubblicare il suo primo album, che contiene Bubrit (Beauprêtre), il suo primo grande successo. In seguito ha pubblicati numerosi album, con canzoni sempre molto impegnate sia in senso femminista sia nel senso delle rivendicazioni culturali e linguistiche dei Berberi.
Dal 1994 è costretta a vivere in Francia con la sua famiglia, a causa delle minacce ricevute dai terroristi islamici.

## Album
- Tsuha (1979)
- Thayriw Themouth (1981)
- NostAlgérie (1998, Arcade record : 59' 38")
- Asaru (2001) (Blue Silver)